# شيعة اثنا عشرية
ٱلشِّيعَةُ ٱلْٱثْنَا عَشَرِيَّةُ أو ٱلْإِمَامِيَّةُ أو ٱلْجَعْفَرِيَّةُ هم طائفةٌ دِينيَّة إسلاميَّة، وعادةً فإنَّ لفظةَ الشيعة إذا قِيلَت مُطْلَقَةً دون تخصيص فإنَّ الذِّهنَ يَنصرفُ نَحْوَ ٱلْٱثْنَيْ عَشَرِيَّةِ؛ لكونها الطائفةَ الكُبرىٰ مِن حيثُ عددِ الأَتْباعِ مِن بين الطوائف الشيعية الأُخرىٰ، ويُسَمَّى الذين أُطلِقَت عليهم هذه التسمية تمييزاً لهم عن الطوائف الأخرى التي تحمل اسم الشيعة؛ كالزَّيْدِيَّة والإِسْماعِيلِيَّة، ولاعتقادهم بأنَّ النبيَّ محمدًا قد نصَّ على ٱثْنَيْ عَشَرَ إماماً خُلَفاءَ مِن بعده، فكانَت عقيدةُ الإمامة هي الفارق الرئيس بينها وبين بقية الطوائف الإسلامية.

## تاريخ

### تأسيس التشيع وأصل التسمية
يعتقد الشيعة الاثنا عَشَريَّة بأن التشيع الاثنَي عَشَريَّ هو الإسلام الحقيقيّ، وأنَّ الفِرَق والطوائف الأُخرىٰ قد استُحدِثَت لاحقاً. وفي الواقع، لم ينقسم الإسلام علىٰ فِرَقٍ ومَذاهبَ إلَّا بعد وفاة نبيِّ الإسلام، فالشيعة قالوا بوجوب اتباع عليّ بْنِ أبي طالب؛ لوجود النصِّ عليه من النبي محمد، فيما قال غيرهم بالشورى التي حدَّدت أبا بكر خليفةً، وصَرَفت الخلافة عن علي. مع ذلك؛ فإن مصطلح الشيعة قد أُطلق على أتباع علي منذ أيام النبي محمد؛ إذ قال في تفسير الآية: ﴿إِنَّ الَّذِينَ آمَنُوا وَعَمِلُوا الصَّالِحَاتِ أُولَئِكَ هُمْ خَيْرُ الْبَرِيَّةِ ۝٧﴾ [البينة:7] ”هُمْ أَنْتَ وَشِيعَتُكَ يَا عَلِيُّ“، كما روى ذلك محمد بْنُ جريرٍ الطَبَرِيّ في تفسيره، والحاكم الحَسْكانيُّ في شواهد التنزيل. وهذا الحديث مما يستدل به الشيعة على إثبات فضلهم، وأن مؤسس التشيع هو النبي محمد نفسه، غير أن مخالفيهم من أهل السنة يَصرِفُون معنى مصطلح الشيعة عن المعنى الذي يعتقد به الشيعة؛ إذ يقولون بأن الشيعة منتحلون لهذه التسمية، وأنها لا تنطبق عليهم، ويذهب كثير منهم إلى أن أصل تأسيس الشيعة يعود لرجل يهودي يُسمَّى عبد الله بن سبأ جاء بعد وفاة النبي محمد.
ومن الأسماء الأخرى والتي تطلق على هذه الطائفة هو لقب الرافضة، وهو لقب يقل استخدامه بين الشيعة في التعبير عن أنفسهم بالرغم من أنهم يروون روايات في فضل هذه التسميَّة عن أئمتهم، ومن هذه الروايات ما ورد عن جعفر الصادق، والتي يروون فيها أنه ذكر أن الله هو من سماهم بهذه التسمية تشريفاً لهم، والرواية كما يرويها أبو بصير أنه قال للصادق: «إنَّا قد نبزنا نبزا انكسرت له ظهورنا، وماتت له أفئدتنا، واستحلت له الولاة دماءنا في حديث رواه لهم فقهاؤهم. قال: فقال أبو عبد الله (عليه السلام): الرافضة؟ قال: قلت: نعم، قال: لا والله ما هم سموكم ولكن الله سماكم به». غير أن ابن تيمية يختلف رأيه في ذلك فيرى أن أصل تسمية الرافضة إنما جاءت من زيد بن علي ذماً لهم،(2) وقد ذكر ذلك في كتابه منهاج السنة النبوية إذ قال: «من زمن خروج زيد؛ افترقت الشيعة إلى رافضة وزيدية، فإنه لما سئل عن أبي بكر وعمر فترحم عليهما، رفضه قوم فقال لهم: رفضتموني. فسموا رافضة لرفضهم إياه، وسُمّي من لم يرفضه من الشيعة زيدياً لانتسابهم إليه».
ومن الألقاب التي تطلق عليهم كذلك هو لقب الإمامية والذي ذكره مثلاً الشريف المرتضى في العيون والمجالس معرفاً الإمامية بأنهم «القائلون بوجوب الإمامة والعصمة ووجوب النص وإنَّما حصل لها هذا الاسم في الأصل لجمعها في المقالة هذه الأصول». فيما عرَّف أبو سعد السمعاني في الأنساب الإمامية بأنهم: «جماعة من غلاة الشيعة، وإنَّما لقبوا بهذا اللقب لأنهم يرون الإمامة لعلي وأولاده، ويعتقدون أنه لا بد للناس من الإمام وينتظرون إماما سيخرج في آخر الزمان يملأ الأرض عدلاً كما ملئت جوراً».
وكذلك لقب الجعفرية والذي يشتهرون به ويتميزون به عن الزيدية، وقد اشتهروا به «باعتبار أنَّ مذهبهم في الفروع هو مذهب الإمام جعفر بن محمد الصادق عليه السلام، ونسب مذهبهم في الفروع إليه باعتبار أن أكثره مأخوذ عنه وإن كان أخذهم عن أئمة أهل البيت الإثني عشر بالسواء لكن لمَّا كانت الروايات عنه في فروع الفقه أكثر منها عن غيره بكثير..».
وهناك ألقاب يُقصد بها الشيعة الاثني عشرية من منطقة معينة، فمصطلح المتأولة الذي «يطلق في الأعصار الأخيرة على شيعة جبل عامل وبلاد بعلبك وجبل لبنان، وهو جمع متوالي. اسم فاعل من توالي، مأخوذ من الولاء والموالاة، وهي الحب لموالاتهم أهل البيت واتباعهم طريقتهم». وكذلك البحارنة والذي يُعنى به شيعة البحرين، فالبحراني هو الشيعي البحريني.(3)

### الائمة الاثنا عشر في الحديث
وردت العديد من الأحاديث عند الشيعة المنسوبة إلى الرسول محمد وإلى أهل بيته في ذكر الائمة الاثنا عشر وذكر اسمائهم وتسلسلهم متضمنا الوصاية والتشديد على الامة الإسلامية بوجوب اتباعهم. ومن هذه الأحاديث ما ورد في كتاب السقيفة لسليم بن قيس المتوفي عام 76هـ وحديث يروي اخر خطبة قام بها رسول الله قبل وفاته وجاء فيها مانصه:
بعدها - وقال: (يا أيها الناس، إني قد تركت فيكم أمرين لن تضلوا ما تمسكتم بهما: كتاب الله وعترتي أهل بيتي، فإنه قد نبأني اللطيف الخبير أنهما لن يفترقا حتى يردا عليّ الحوض)؟
فقالوا: اللهم نعم، قد شهدنا ذلك كله من رسول الله صلی الله عليه و اله. فقال عليه السلام: حسبي الله.
فقام الاثنا عشر من الجماعة البدريين فقالوا: نشهد أن رسول الله صلی الله عليه و اله حين خطب
في اليوم الذي قبض فيه قام عمر بن الخطاب شبه المغضب فقال: يا رسول الله، أكل
أهل بيتك؟
فقال: لا ولكن أوصيائي، أخي منهم ووزيري ووارثي وخليفتي في أمتي وولي كل
مؤمن بعدي وأحد عشر من ولده، هذا أولهم وخيرهم ثم ابناي هذان - وأشار بيده إلى الحسن والحسين - ثم وصي ابني يسمى باسم أخي علي وهو ابن الحسين، ثم وصي علي وهو ولده واسمه محمد، ثم جعفر بن محمد، ثم موسى بن جعفر، ثم علي بن موسى، ثم محمد بن علي، ثم علي بن محمد، ثم الحسن بن علي، ثم محمد بن الحسن مهدي الأمة. اسمه كاسمي وطينته كطينتي،
يأمر بأمري وينهى بنهيي، يملأ الأرض قسطا وعدلا كما ملئت ظلما وجورا. يتلو
بعضهم بعضا، واحدا بعد واحد حتى يردوا علي الحوض، شهداء الله في أرضه
وحججه على خلقه. من أطاعهم أطاع الله ومن عصاهم عصى الله.
فقام باقي السبعين البدريين ومثلهم من الآخرين فقالوا: ذكرتنا ما كنا نسينا، نشهد
و يعتقد الشيعة ان الخلفاء القرشيين الاثنا عشر الواردين في الأحاديث المنسوبة إلى الرسول عن طرق الكتب السنية ماهم الا الائمة الاثنا العشر الذين يؤمن بهم الشيعة ومن هذه الأحاديث حديث جابر بن سمره عن النبي صل الله عليه وآله وسلم انه قال:
«يكون بعدي اثنا عشر خليفة كلهم من قريش»
و كذلك حديث مسروق عن ابن مسعود إذ روى:
كنا جلوسا عند عبد الله بن مسعود وهو يقرئنا القرآن فقال له رجل: يا أبا عبد الرحمن هل سألتم رسول الله صلى الله عليه وسلم كم تملك هذه الأمة من خليفة؟؟ فقال عبد الله بن مسعود: ما سألني عنها أحد منذ قدمت العراق قبلك ثم قال: نعم ولقد سألنا رسول الله صلى الله عليه وسلم فقال: «اثنا عشر كعدة نقباء بني إسرائيل»

### بعد وفاة النبي محمد
اجتمع الصحابة بعد وفاة الرسول محمد في سقيفة بني ساعدة لاختيار الخليفة في غياب وجوه بني هاشم أمثال علي بن أبي طالب والعباس بن عبد المطلب اللذان كانا يجهزان النبي للدفن أثناء انعقاد السقيفة، وحسب المؤرخين فإن السقيفة انتهت باختيار أبو بكر بن أبي قحافة خليفة حسب إجماع من المجتمعين في السقيفة من المهاجرين والأنصار. بعد السقيفة بدأت مجموعة صغيرة من الصحابة منهم أبو ذر الغفاري وعمار بن ياسر والمقداد بن عمرو والزبير بن العوام تجتمع في بيت علي بن أبي طالب معترضة على اختيار أبو بكر، ويعتبر الشيعة الصحابة الذين يرون أحقية علي بن أبي طالب هم أفضل الصحابة وأعظمهم قدرا.
ويرى البعض أنه بعد أن تطور الأمر في عهد عثمان بن عفان الخليفة الثالث حيث أدت بعض السياسات التي يقوم بها بعض عماله في الشام ومصر إلى سخط العامة وأعلن بعض الثائرين خروجهم على عثمان وبدؤوا ينادون بالثورة على عثمان، وبالرغم من أن علي بن أبي طالب نفسه حاول دفعهم عن الثورة وحاول أيضا من جهة أخرى تقديم النصح لعثمان بن عفان لإنقاذ هيبة الدولة الإسلامية إلا أن عثمان قتل في النهاية على يد الثائرين. وبعد ذلك اجمع المسلمون على الالتفاف حول علي بن أبي طالب يطلبون منه تولي الخلافة. وهنا يأخذ الفكر منعطفا جديدا حيث أن علي بن أبي طالب أصبح حاكما رسميا وشرعيا للأمة من قبل أغلب الناس.
ومع بداية الصراع بينه وبين الصحابة أمثال طلحة والزبير بن العوام ومعاوية، بدأ يظهر مصطلح شيعة علي يبرز وهم أصحاب علي بن أبي طالب المؤيدين له، والذين ينظر إليهم الشيعة كمؤمنين بمبدأ إمامة علي، ومتبعين له من منطلق اعتقادي. ولكن بدأت في ظهور مجموعة في المقابل أطلقت على نفسها شيعة عثمان أعلنوا أنهم يطالبون بدم عثمان وقتل قتلته وتطور الأمر بهم ان أعلنوا رفضهم لخلافة علي بن أبي طالب الذي تباطئ في رأيهم في الثأر لعثمان. وعلى رأس شيعة عثمان كان معاوية بن أبي سفيان من جهة وعائشة زوجة النبي من جهة أخرى وبعد معارك مثل معركة الجمل ومعركة صفين وظهور حزب جديد هم الخوارج ومعركة النهروان. قتل علي بن أبي طالب على يد أحد الخوارج هو عبد الرحمن بن ملجم بسيف مسموم أثناء صلاة الفجر في مسجد الكوفة وقال جملته الشهيرة: «فزت ورب الكعبة».
حدثت موقعة الجمل في عام 36 هـ بين علي بن أبي طالب وكلٍ من عائشة وطلحة والزبير، يرى الشيعة بأن سبب خروج طلحة والزبير بأنهما بايعا الإمام طمعا في منصب وهو مالم ينالاه لذلك خرجا عليه واتخذا من القصاص لمقتل عثمان حجة لعزله عن الخلافة أو قتله، كما يرى الشيعة أن عائشة هي من حرض الناس على قتل عثمان لأنها قالت: «اقتلوا نعثلاً (عثمان) فقد كفر»، وهي التي أثارت الحرب وحرضت طلحة والزبير وأخبرتهم بأن الإمام علي هو من قتله أو سهل مقتله. بينما يرى السنة أن علي بن أبي طالب لم يكن قادراً على تنفيذ القصاص في قتلة عثمان مع علمه بأعيانهم، وذلك لأنهم سيطروا على مقاليد الأمور في المدينة النبوية، وشكلوا فئة قوية ومسلحة كان من الصعب القضاء عليها. لذلك فضل الانتظار ليتحين الفرصة المناسبة للقصاص، ولكن بعض الصحابة وعلى رأسهم طلحة بن عبيد الله والزبير بن العوام رفضوا هذا التباطؤ في تنفيذ القصاص ولما مضت أربعة أشهر على بيعة علي دون أن ينفذ القصاص خرج طلحة والزبير إلى مكة، والتقوا عائشة التي كانت عائدة من أداء فريضة الحج، واتفق رأيهم على الخروج إلى البصرة ليلتقوا بمن فيها من الخيل والرجال، ليس لهم غرض في القتال، وذلك تمهيداً للقبض على قتلة عثمان، وإنفاذ القصاص فيهم. ونتج عن المعركة هزيمة أصحاب الجمل ومقتل الآلاف وقُتل فيها طلحة والزبير.
معركة صفين هي المعركة التي دارت بين علي ومعاوية بن أبي سفيان - والي الشام في عهد عثمان - بعد أن عزلهُ وبعد إعلان معاوية رفضه تنفيذ قرار الخليفة بعزله، كما امتنع عن تقديم البيعة لعلي، وطالب بالثأر لابن عمه عثمان ، ويشكك أيضا الكثيرين في أهداف معاوية المعلنة حيث يرون معارضته كانت لأطماع سياسية  وكان لشيعة علي دور في المعركة حيث ورد في المصادر الشيعية أن عليًا عندما سأله أبو بردة بن عوف الأزدي وهو أحد المتخلفين عنه حيث قال «يا أمير المؤمنين، أرأيت القتلى حول عائشة والزبير وطلحة، بم قتلوا» فرد عليه «قتلوا شيعتي وعمالي، وقتلوا أخا ربيعة العبدي، رحمة الله عليه، في عصابة من المسلمين قالوا : لا ننكث كما نكثتم، ولا نغدر كما غدرتم. فوثبوا عليهم فقتلوهم، فسألتهم أن يدفعوا إلى قتلة إخواني أقتلهم بهم، ثم كتاب الله حكم بيني وبينهم، فأبوا علي، فقاتلوني وفي أعناقهم بيعتي، ودماء قريب من ألف رجل من شيعتي، فقتلتهم بهم، أفي شك أنت من ذلك ؟» وأدت المعركة إلى مقتل 70 ألف رجل، منهم من أتباع علي عمار بن ياسر الذي قال عنه النبي محمد «وَيْحَ عَمَّارٍ تَقْتُلُهُ الْفِئَةُ الْبَاغِيَةُ يَدْعُوهُمْ إِلَى الْجَنَّةِ وَيَدْعُونَهُ إِلَى النَّارِ»
وحدثت معركة النهروان في سنة 38 هـ بين جيش علي بن أبي طالب والخوارج، انتهت المعركة بانتصار علي ومقتل جميع الخوارج البالغ عددهم 4000 ما عدا أقل من 10، حيث ورد عنه في المصادر الشيعية قوله لهم عندما وصلوا حروراء «يا قوم. ليس اليوم أوان قتالكم. وستفترقون. حتى تصيروا أربعة آلاف. فتخرجون علي في مثل هذا اليوم وفي مثل هذا الشهر فأخرج اليكم بأصحابي فأقاتلكم حتى لا يبقى منكم الا دون عشرة» وقد كان عددهم 12 ألف ثم تفرقوا.

### في العهد الأموي
بايع أهل العراق الحسن بن علي بن أبي طالب (ثاني أئمة الشيعة الاثني عشرية) على الخلافة بعد مقتل أبيه على يد عبد الرحمن بن ملجم، فيما بايع أهل الشام بدورهم معاوية بن أبي سفيان. حشد معاوية جيوشه وسار إلى الحسن، غير أن الحسن رفض القتال، وراسل معاوية للصُّلح، فسر هذا سروراً كبيراً بالعرض ووافق عليه، وعُقد الصلح في شهر ربيع الثاني سنة 41 هـ (أغسطس سنة 661 م)، وهكذا تنازل الحسن عن الخلافة لمعاوية، وبايع معاوية وفق شروط لم تنفذ فيما بعد. وسُمّي ذلك العام بعام الجماعة لأن المسلمين اتفقوا فيه على خليفة لهم بعد خلاف طويل دام سنوات، وتأسست الدولة الأموية حينئذ.

### الدول الشيعية

#### الدولة الصفوية

الشاه إسماعيل الصفوي مؤسس الدولة الصفوية.

كانت الأكثرية من سكان إيران يتبعون المذهب السني الشافعي  والحنفي حتى انتصار الصفويين الذين كانوا في البداية من الشوافع. وفي المقابل كان الشيعة الاثني عشريَّة يشكلون أقلية كبيرة تتركَّز في بعض المدن كقم، وسبزوار، وكاشان، مع وجود عدد قليل نسبياً من علماء الشيعة الاثني عشريَّة فيها.
من سنة 1500 م إلى سنة 1502 م غزا إسماعيل الأول (مؤسس الدولة الصفوية) تبريز، أذربيجان، وأرمينيا. وكرَّس عقد كامل من الزمن من أجل تعزيز سيطرته على إيران حيث كان أكثرية الفُرس ما زالوا يدينون بالمذهب السني. انتشر جيش إسماعيل الأول في المناطق الوسطى سنة 1504 ثم سيطر على جنوب غرب إيران بين سنة 1505 و1508 ثم سيطر على خراسان الكبرى ومدينة هرات في 1510. تأسست سلالة الصفويين في البداية على قاعدتين الأولى كانت المذهب الشيعي والثانية العرق الفارسي، وكان إسماعيل أكثر تأثيراً على الأول من الثاني. ولذلك فإن كثيراً من الباحثين يذكرون أن إسماعيل الصفوي قد خيَّر غالبية الفرس باعتناق المذهب الشيعي الاثني عشري أو الموت  واستطاع في الأراضي التي سيطر عليها أن يحول أهلها من المذهب السني إلى المذهب الشيعي.
وقد اتخذ الصفويون عدة خطوات في بداية حكمهم ضد العلماء السنة منها منحهم حق الخيار بين إتباع المذهب الشيعي الاثني عشري أو الموت أو النفي. وذُبح رجال الدين السنة الذين قاوموا التشيُّع في إيران خصوصا في مدينة هرات، بينما رحل العديد منهم إلى خارج إيران في الدول السنية القريبة.
ومع بعد الفتح بدأ إسماعيل الأول في تحويل المشهد الديني في إيران عن طريق فرض التشيع الاثني عشري على السكان. لأن معظم السكان كان معتنقاً للمذهب السني، وعدم وجود الكثير من العلماء الشيعة اضطر إسماعيل الأول إلى استيراد علماء شيعة من البلدان العربية مثل جبل عامل في جنوب لبنان، والبحرين، وجنوب العراق من أجل إنشاء دولة رجال الدين، وكان من أوائل من هاجروا من لبنان إلى إيران علي الكركي، والذي صار مفتي الدولة الصفويَّة. وقد قدَّم إسماعيل الأول لهم المال والأرض مقابل الولاء وأن يعلموا الناس المذهب الشيعي الاثني عشري مما شجع بقوة التحول إلى المذهب الشيعي. للتأكيد على مدى ضعف انتشار المذهب الشيعي في إيران قبل الصفويين فإن أحد المؤرخين ذكر أنه كان يوجد كتاب واحد ديني شيعي فقط في عاصمة إسماعيل الأول تبريز.
لذلك فإن بعض الباحثين يشككون في كون إسماعيل الأول وأتباعه قد نجحوا في إجبار الشعب بأكمله في التشيع من دون دعم العلماء الشيعة العرب. وقد دعا حكام الدولة الصفوية علماء الدين الشيعة الفرس إلى دعمهم من أجل توفير الشرعية لحكمهم بلاد فارس.
وخلال حكم عباس الأول للدولة الصفوية قام باستيراد علماء شيعة عرب أكثر مما فعل إسماعيل الأول من أجل بناء المؤسسات الدينية والمدارس الدينية والمشاركة في عمل الحكومة.

## العقائد والأصول

### الإلهيات
التوحيد هو أوَّل أصل من أصول الدين عند الشيعة الاثني عشرية، ومعنى التوحيد عندهم هو أنَّه «يجب توحيد الله تعالى من جميع الجهات، فكما يجب توحيده في الذات ونعتقد بأنه واحد في ذاته ووجوب وجوده، كذلك يجب - ثانيا - توحيده في الصفات، وذلك بالاعتقاد بأن صفاته عين ذاته، وبالاعتقاد بأنه لا شبه له في صفاته الذاتية، فهو في العلم والقدرة لا نظير له وفي الخلق والرزق لا شريك له وفي كل كمال لا ند له».
فهم يوجبون توحيد الله في جميع الجهات، والمقصود من الجهات؛ توحيده في الذات، وتوحيده في الصفات، بالإضافة إلى توحيده في العبادة «فلا تجوز عبادة غيره بوجه من الوجوه، وكذا إشراكه في العبادة في أي نوع من أنواع العبادة، واجبة أو غير واجبة، في الصلاة وغيرها من العبادات. ومن أشرك في العبادة غيره فهو مشرك كمن يرائي في عبادته ويتقرب إلى غير الله تعالى، وحكمه حكم من يعبد الأصنام والأوثان، لا فرق بينهما».
ويعتقدون أنَّ صفات الله «الثبوتية الحقيقية الكمالية التي تسمى بصفات (الجمال والكمال)، كالعلم والقدرة والغنى والإرادة والحياة» هي كلها عين ذاته، وأن وجودها هو وجود الذات، فقدرة الله من حيث الوجود حياته. وحياته قدرته، بل «هو قادر من حيث هو حي، وحي من حيث هو قادر، لا اثنينية في صفاته ووجودها وهكذا الحال في سائر صفاته الكمالية».

### العدل
وأمَّا ثاني أصول الدين فهو العدل والذي يتلخَّص بالاعتقاد بأنَّ الله عادل و«أنه عادل غير ظالم، فلا يجوز في قضائه ولا يحيف في حكمه، يثيب المطيعين، وله أن يجازي العاصين، ولا يكلف عباده ما لا يطيقون ولا يعاقبهم زيادة على ما يستحقون».
وأما عقيدة الشيعة الاثني عشرية في القضاء والقدر فإنَّهم لا يقولون بالجبر الذي يعني أن الله هو الفاعل لأفعال الخلق، فيكون بذلك قد أجبر الناس على فعل المعاصي، وهو مع ذلك يعذبهم عليها، وأجبرهم على فعل الطاعات ومع ذلك يثيبهم عليها. ولا يقولون بالتفويض الذي معناه يعاكس معنى الجبر، فمعنى التفويض هو أن الله قد فوض الأفعال إلى المخلوقين، وقد رفع قدرته وقضاءه وتقديره عنها، باعتبار أن نسبة الأفعال إليه تعالى تستلزم نسبة النقص إليه، وإن للموجودات أسبابها الخاصة وإن انتهت كلها إلى مسبب الأسباب والسبب الأول، وهو الله. وقول الشيعة هو أن «الأمر بين الأمرين، والطريق الوسط بين القولين». وفي ذلك قول مشهور يرويه الشيعة عن إمامهم جعفر الصادق، وهو قوله «لا جبر ولا تفويض بل أمر بين أمرين». فخلاصة عقيدة الشيعة الاثني عشرية في مسألة الجبر والتفويض أنهم يقولون أنَّ «أفعالنا من جهة هي أفعالنا حقيقة ونحن أسبابها الطبيعية، وهي تحت قدرتنا واختيارنا ومن جهة أخرى هي مقدورة لله تعالى وداخلة في سلطانه لأنه هو مفيض الوجود ومعطيه، فلم يجبرنا على أفعالنا حتى يكون قد ظلمنا في عقابنا على المعاصي لأن لنا القدرة والاختيار فيما نفعل، ولم يفوض إلينا خلق أفعالنا حتى يكون قد أخرجها عن سلطانه، بل له الخلق والحكم والأمر».
وكذلك يشتهرون باعتقادهم بالبداء، والبداء بالنسبة للإنسان هو أن « يبدو له رأي في الشيء لم يكن له ذلك الرأي سابقاً؛ بأن يتبدل عزمه في العمل الذي كان يريد أن يصنعه، إذ يحدث عنده ما يغير رأيه وعلمه به، فيبدو له تركه بعد أن كان يريد فعله، وذلك عن جهل بالمصالح وندامة على ما سبق منه»، ويؤكِّدون أن هذا البداء بهذا المعنى يستحيل انطباقه على الله «لأنه من الجهل والنقص وذلك محال عليه تعالى ولا تقول به الإمامية». وقد رووا روايات عديدة عن أئمتهم ترفض البداء بالمعنى الذي ينطبق على الإنسان، فمنها عن جعفر الصادق أنه قال: «من زعم أن الله تعالى بدا له في شئ بداء ندامة فهو عندنا كافر بالله العظيم»، وقال كذلك: «من زعم أن الله بدا له في شئ ولم يعلمه أمس فأبرأ منه».

### النبوة والأنبياء

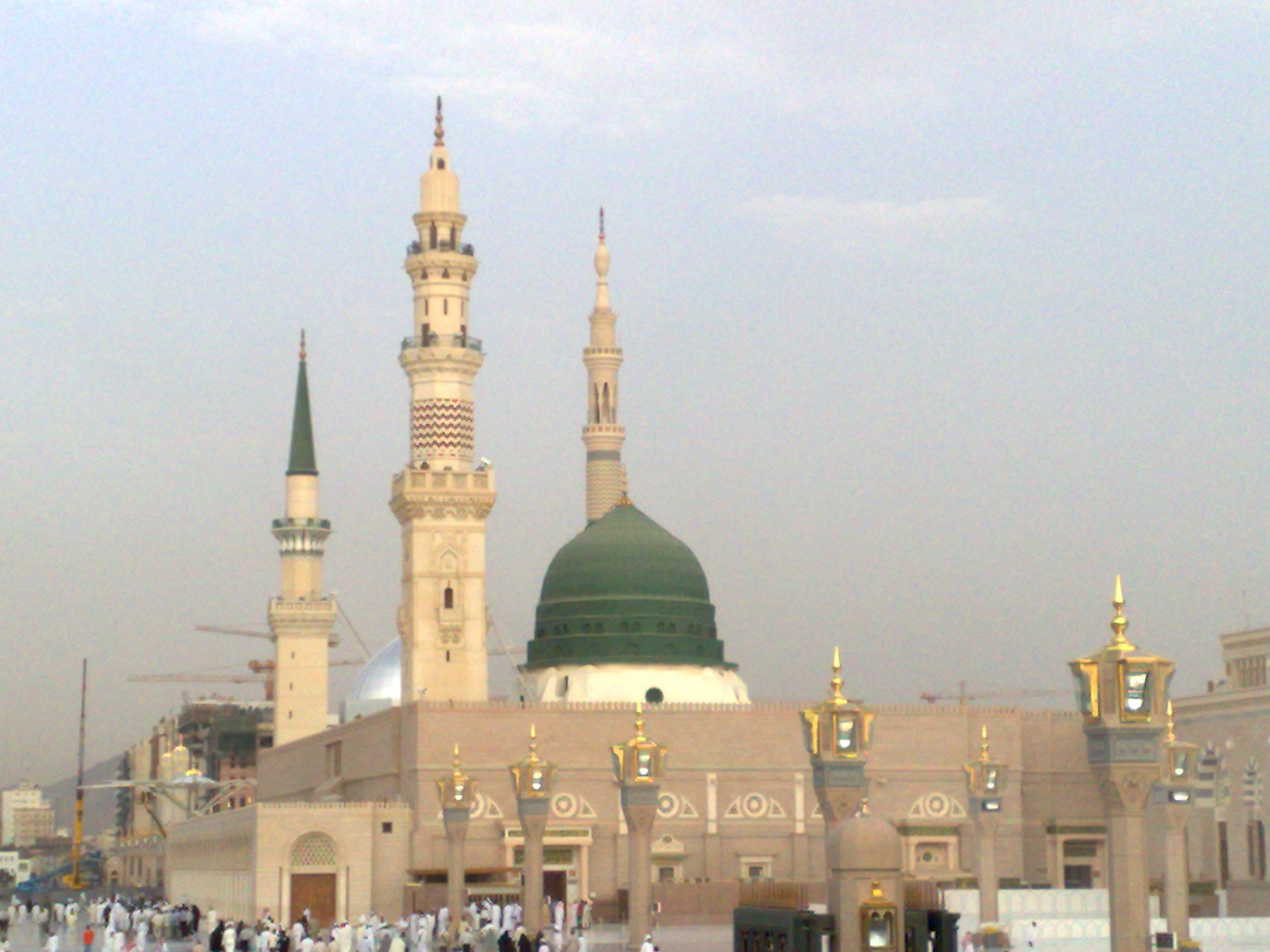
المسجد النبوي - المكان الذي دفن فيه النبي محمد يعد من المقدسات عند الشيعة الاثني عشريَّة، ويعتقدون أن محمداً أفضل الأنبياء وأفضل الخلق.

النبوة هي ثالث أصل من أصول الدين الخمسة عند الشيعة الاثني عشرية، وتعريفهم للنبوة أنَّها «وظيفة إلهية وسفارة ربانية، يجعلها الله تعالى لمن ينتجبه ويختاره من عباده الصالحين وأوليائه الكاملين في إنسانيتهم فيرسلهم إلى سائر الناس لغاية إرشادهم إلى ما فيه منافعهم ومصالحهم في الدنيا والآخرة».
ويعتقدون بقاعدة يسمونها قاعدة اللطف التي تنصُّ على أن «اللطف بالعباد من كماله المطلق وهو اللطيف بعباده الجواد الكريم»، وتوجب هذه القاعدة «أن يبعث الخالق اللطيف بعباده رسله لهداية البشر وأداء الرسالة الإصلاحية وليكونوا سفراء الله وخلفاءه. كما نعتقد أنه تعالى لم يجعل للناس حق تعيين النبي أو ترشيحه أو انتخابه وليس لهم الخيرة في ذلك، بل أمر كل ذلك بيده تعالى لأنه {أعلم حيث يجعل رسالته»}.
ومن الصفات التي لا يكون الشخص نبياً دونها كما يعتقدون هي المعجزة فلا بد «للنبي من معجزة يظهر بها للناس لإقامة الحجة عليهم فلا بد أن تكون تلك المعجزة ظاهرة الإعجاز بين الناس على وجه يعجز عنها العلماء وأهل الفن في وقته فضلا عن غيرهم من سائر الناس مع اقتران تلك المعجزة بدعوى النبوة منه لتكون دليلا على مدعاه وحجة بين يديه. فإذا عجز عنها أمثال أولئك علم أنها فوق مقدور البشر وخارقة للعادة، فيعلم أن صاحبها فوق مستوى البشر بما له من ذلك الاتصال الروحي بمدبر الكائنات، وإذا تم ذلك لشخص من ظهور المعجز الخارق للعادة، وادعى مع ذلك النبوة والرسالة، يكون حينئذ موضعا لتصديق الناس بدعواه والإيمان برسالته والخضوع لقوله وأمره».
ويعتقد الشيعة الاثني عشريَّة كذلك «أن الأنبياء معصومون قاطبة»، ويعرفون العصمة بأنها «التنزه عن الذنوب والمعاصي صغائرها وكبائرها، وعن الخطأ والنسيان، وإن لم يمتنع عقلاً على النبي أن يصدر منه ذلك بل يجب أن يكون منزهاً حتى عمَّا ينافي المروة، كالتبذل بين الناس من أكل في الطريق أو ضحك عال، وكل عمل يستهجن فعله عند العرف العام».
ويؤمنون «على الإجمال بأنَّ جميع الأنبياء والمرسلين على حق، كما نؤمن بعصمتهم وطهارتهم وأما إنكار نبوتهم أو سبهم أو الاستهزاء بهم فهو من الكفر والزندقة» لأن ذلك يستوجب تكذيب النبي محمد الذي أخبر عنهم. «وكذلك يجب الإيمان بكتبهم وما نزل عليهم. وأما التوراة والإنجيل الموجودان الآن بين أيدي الناس» فيعتقدون «أنَّهما محرفان عمَّا أنزلا بسبب ما حدث فيهما من التغيير والتبديل، والزيادات والإضافات بعد زماني موسى وعيسى».
وأمَّا أفضلية الأنبياء فإنَّهم يعتقدون بأنَّ «محمد بن عبد الله وهو خاتم النبيين وسيد المرسلين وأفضلهم على الإطلاق، كما أنه سيد البشر جميعا لا يوازيه فاضل في فضل ولا يدانيه أحد في مكرمة، ولا يقاربه عاقل في عقل، ولا يشبهه شخص في خلق، وأنه لعلى خلق عظيم. ذلك من أول نشأة البشر إلى يوم القيامة».

### الإمامة والعصمة

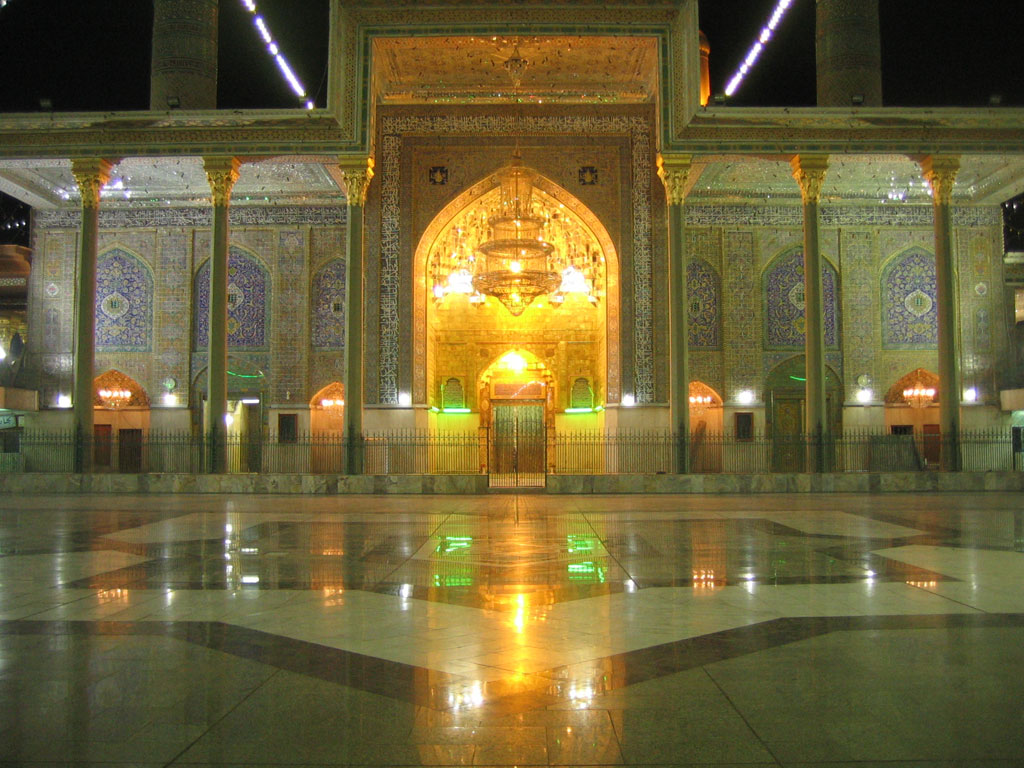
مراقد أئمة الاثني عشريَّة من المقدسات التي اعتاد الشيعة الاثني عشريَّة على زيارتها.

الإمامة هي رابع أصول الدين عند الشيعة الاثني عشريَّة، وهي في العموم المائز الرئيسي بين الشيعة وغيرهم من الطوائف الإسلاميَّة، وتفاصيلها هي المائزة بين الشيعة الاثني عشريَّة والطوائف الشيعية الأخرى كالزيدية والإسماعيلية. وعندهم «لا يتم الإيمان إلا بالاعتقاد بها، ولا يجوز فيها تقليد الآباء والأهل والمربين مهما عظموا وكبروا، بل يجب النظر فيها كما يجب النظر في التوحيد والنبوة»، ويعتقدون أنَّ الإمامة «كالنبوة لطف من الله تعالى، فلا بد أن يكون في كل عصر إمام هاد يخلف النبي في وظائفه من هداية البشر وإرشادهم إلى ما فيه الصلاح والسعادة في النشأتين، وله ما للنبي من الولاية العامة على الناس لتدبير شؤونهم ومصالحهم وإقامة العدل بينهم».

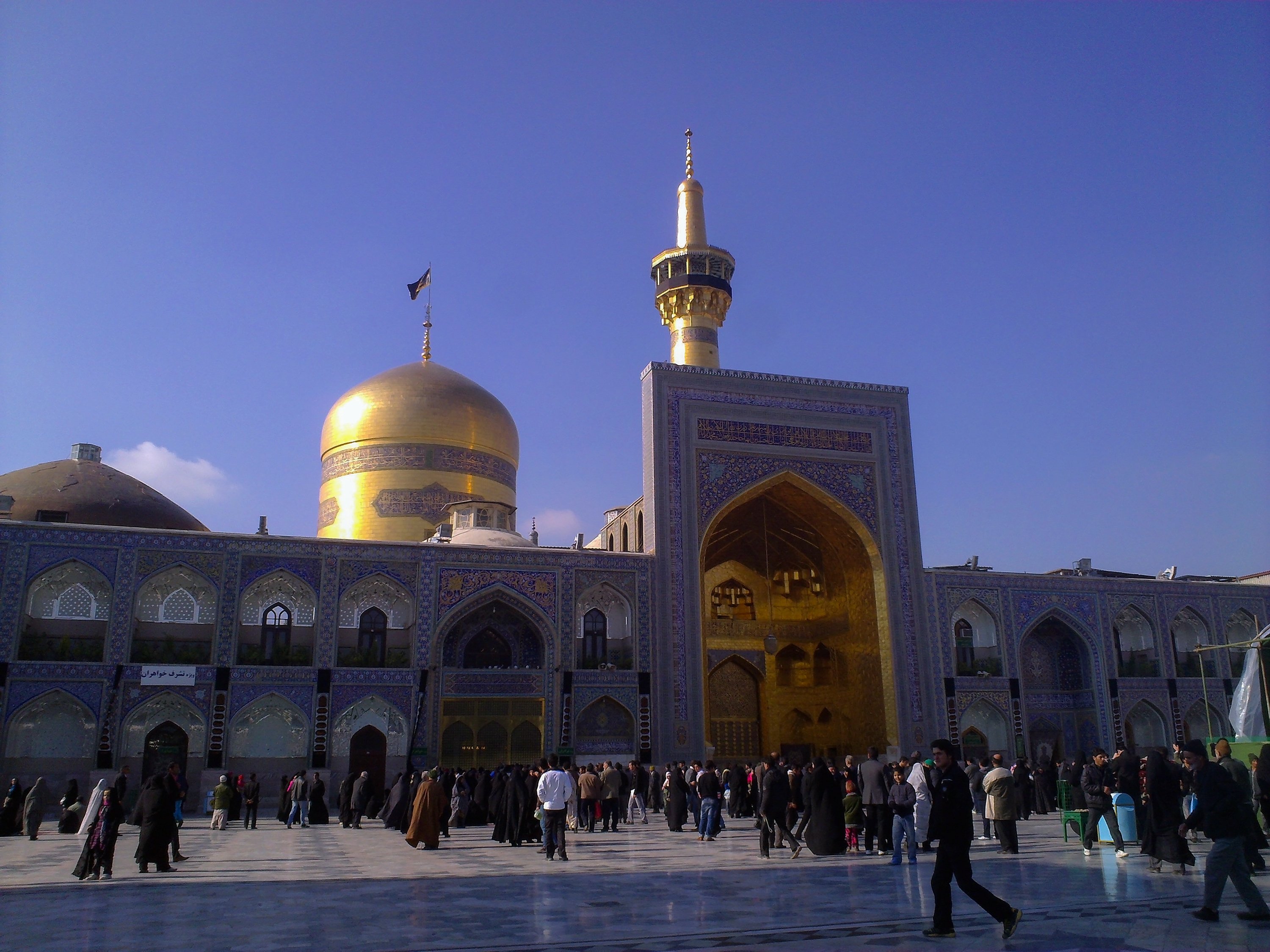
حرم ضريح علي بن موسى الرضا ثامن أئمة الشيعة في مدينة مشهد في إيران

ومن أهم ما يميز عقيدة الإمامة الشيعية الاثني عشريَّة هي القول بوجوب النصَّ على الإمام، فلا تكون الإمامة «إلا بالنص من الله تعالى على لسان النبي أو لسان الإمام الذي قبله. وليست هي بالاختيار والانتخاب من الناس، فليس لهم إذا شاءوا أن ينصبوا أحدا نصبوه، وإذا شاءوا أن يعينوا إماما لهم عينوه، ومتى شاءوا أن يتركوا تعيينه تركوه، ليصح لهم البقاء بلا إمام». وتتفرَّع عقيدة العصمة من عقيدة الإمامة، فهم يقولون بعصمة الأئمة كما يقولون بعصمة الأنبياء، فيجب أن يكون الإمام «معصوماً من جميع الرذائل والفواحش ما ظهر منها وما بطن، من سن الطفولة إلى الموت، عمداً وسهواً. كما يجب أن يكون معصوماً من السهو والخطأ والنسيان، لأن الأئمة حفظة الشرع والقوَّامون عليه حالهم في ذلك حال النبي». ويعتقدون بأن الإمام يوحى إليه كما يوحى إلى النبي، إذ أنهم يقولون بأن الإمام «يتلقى المعارف والأحكام الإلهية وجميع المعلومات من طريق النبي أو الإمام من قبله. وإذا استجد شئ لا بد أن يعلمه من طريق الالهام بالقوة القدسية التي أودعها الله تعالى فيه، فإن توجه إلى شئ وشاء أن يعلمه على وجهه الحقيقي، لا يخطأ فيه ولا يشتبه».
ويعتقد الشيعة الاثني عشريَّة بأنَّ الأئمة اثني عشر إماماً تحديداً، وقد نصَّ عليهم النبي محمد بأسمائهم، وهؤلاء الأئمَّة هم التالية أسمائهم:
|                  | سنة الولادة ومكان الولادة             | سنة الوفاة ومكان الدفن                                                                                | عمر الإمام             | مدة الإمامة                  | عمر الإمام عند تسلم الإمامة | المعارك العسكرية                                           |
| ---------------- | ------------------------------------- | --- | ---------------------- | ---------------------------- | --------------------------- | ---------------------------------------------------------- |
| علي بن أبي طالب  | 23 سنة قبل الهجرة النبوية مكة المكرمة | 40 هـ الكوفة                                                                                          | 63                     | 30                           | 33                          | كل غزوات النبي محمد إلَّا تبوك، ومعارك الجمل والنهروان وصفين |
| الحسن بن علي     | 3 هـ المدينة المنورة                  | 50 هـ المدينة النورة                                                                                  | 47                     | 9.5                          | 37                          | الجمل والنهروان وصفين                                      |
| الحسين بن علي    | 4 هـ المدينة المنورة                  | 61 هـ كربلاء                                                                                          | 56 سنة                 | 11                           | 45                          | الجمل والنهروان وصفين وكربلاء                              |
| علي زين العابدين | 38 هـ المدينة المنورة                 | 94 هـ المدينة المنورة                                                                                 | 57 سنة                 | 33                           | 23                          | لم يشارك في معركة عسكرية                                   |
| محمد الباقر      | 57 هـ المدينة المنورة                 | 114 هـ المدينة المنورة                                                                                | 57 سنة                 | 19 أو 18 سنة                 | 38 سنة                      | لم يشارك في معركة عسكرية                                   |
| جعفر الصادق      | 83 هـ المدينة المنورة                 | 148 هـ المدينة المنورة                                                                                | 65 أو 68 سنة           | 34 سنة                       | 31 سنة                      | لم يشارك في معركة عسكرية                                   |
| موسى الكاظم      | 129 هـ أو 128 هـ الأبواء              | 183 هـ الكاظمية                                                                                       | 55 سنة                 | 35 سنة                       | 20 سنة                      | لم يشارك في معركة عسكرية                                   |
| علي الرضا        | 148 هـ أو 153 هـ المدينة              | خرسان 202 هـ                                                                                          | 49 سنة                 | 20 سنة                       | 29 سنة                      | لم يشارك في معركة عسكرية                                   |
| محمد الجواد      | 195 هـ المدينة المنورة                | 220 هـ الكاظمية                                                                                       | 25 سنة                 | 17 سنة                       | 6 سنوات                     | لم يشارك في معركة عسكرية                                   |
| علي الهادي       | المدينة المنورة                       | 254 هـ سامراء                                                                                         | 42 أو 40 سنة           | 33 سنة                       | 8 سنوات                     | لم يشارك في معركة عسكرية                                   |
| الحسن العسكري    | 231 هـ أو 232 هـ المدينة أو سامراء    | 260 هـ سامراء                                                                                         | 28 أو 29 سنة           | 6 أو 5 سنوات                 | 22 سنة                      | لم يشارك في معركة عسكرية                                   |
| محمد المهدي      | ولد عام 255 هـ سامراء                 | غاب غيبة صغرى عام 260 هـ لمدة 75 سنة وكان يتصل بشيعته من خلال أربعة سفراء ثم غاب غيبة كبرى عام 329 هـ | حتى الآن عمره 1184 سنة | حتى الآن مدة إمامته 1179 سنة | تسلم الإمامة وعمره 5 سنوات  | سيشارك في معارك عسكرية في آخر الزمان                       |

### البعث والمعاد

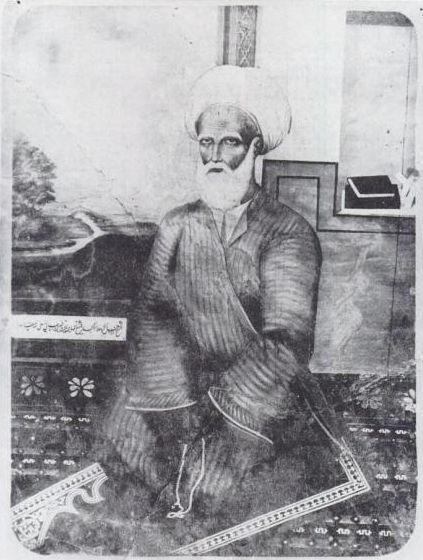
أحمد بن زين الدين الأحسائي نسب إليه إنكار المعاد الجسماني.

المعاد هو خامس أصول الدين عند الشيعة، فيقولون بأن الله «يبعث الناس بعد الموت في خلق جديد في اليوم الموعود به عباده، فيثيب المطيعين ويعذب العاصين»، ومما يجب اعتقاده في المعاد هو وجوب الاعتقاد بالمعاد الجسماني، «ومنكره منكر لضرورة الدين، وخارج عن ربقة المسلمين»، وينكرون على من لا يعتقد بالمعاد الجسماني، فأحمد الأحسائي - مثلاً - نُسب إليه القول بإنكار المعاد الجسماني؛ مما دعى كثيراً من الشيعة الاثني عشريَّة للحكم عليه بالخروج والانحراف عن العقيدة الشيعية الاثني عشريَّة لأن «إنكار ما علم ضرورة من مذهب الإماميَّة فهو يلحق فاعله بالمخالفين، ويخرجه عن التديُّن بدين الأئمة الطاهرين»، فصاروا يسمون أتباعه بالفرقة الشيخيَّة(6) حتى يميزوها عن الشيعة الاثني عشريَّة، فيما دافع آخرون عنه مؤكدين وجوب الإيمان بالمعاد الجسماني، ومؤكِّدين اعتقاد الأحسائي بالمعاد الجسماني، وعدم انحرافه عمَّا عليه الشيعة الاثني عشرية، ومبدين رفضهم إلى عزل الشيخية عن الشيعة الاثني عشريَّة ومؤكدين عدم اختلافهم مع بقية الاثني عشرية، وأورد بعضهم عبارات أعلام الشيعة وكبار فقهائهم لإثبات موافقة بقية علماء التشيع للأحسائي.
ويعرفون المعاد الجسماني بأنه «إعادة الإنسان في يوم البعث والنشور ببدنه بعد الخراب، وإرجاعه إلى هيئته الأولى بعد أن يصبح رميما»، ولا يوجبون الاعتقاد في تفصيلات المعاد الجسماني أكثر من ذلك. ويستدلُّون على المعاد الجسماني بآيات من القرآن منها ﴿أَيَحْسَبُ الْإِنْسَانُ أَلَّنْ نَجْمَعَ عِظَامَهُ ۝٣ بَلَى قَادِرِينَ عَلَى أَنْ نُسَوِّيَ بَنَانَهُ ۝٤﴾ [القيامة:3–4]، و﴿وَإِنْ تَعْجَبْ فَعَجَبٌ قَوْلُهُمْ أَئِذَا كُنَّا تُرَابًا أَئِنَّا لَفِي خَلْقٍ جَدِيدٍ أُولَئِكَ الَّذِينَ كَفَرُوا بِرَبِّهِمْ وَأُولَئِكَ الْأَغْلَالُ فِي أَعْنَاقِهِمْ وَأُولَئِكَ أَصْحَابُ النَّارِ هُمْ فِيهَا خَالِدُونَ ۝٥﴾ [الرعد:5]، و﴿وَأَصْحَابُ الْأَيْكَةِ وَقَوْمُ تُبَّعٍ كُلٌّ كَذَّبَ الرُّسُلَ فَحَقَّ وَعِيدِ ۝١٤﴾ [ق:14].
فيعتقدون بأنَّ عقيدة المعاد بهذه البساطة، ولا ينبغي الخوض في تفاصيلها، ومن يتجاوز هذه البساطة إلى البحث في تفاصيلها فإن «فإنه إنما يجني على نفسه ويقع في مشكلات ومنازعات لا نهاية لها. وليس في الدين ما يدعو إلى مثل هذه التفصيلات»، ويبررون ذلك «بقصور الإنسان عن إدراك هذه الأمور الغائبة».

### القرآن
يعتقد الشيعة الاثني عشريَّة بأنَّ القرآن هو «الوحي الإلهي المنزل» على النبي محمد، وأنَّه «معجزته الخالدة التي أعجزت البشر عن مجاراتها في البلاغة والفصاحة وفيما احتوى من حقائق ومعارف عالية»، ويؤكدون القول بأن القرآن لا يعتريه التبديل والتغيير والتحريف، ويصفون القائل بالتحريف بأنه «مخترق أو مغالط أو مشتبه، وكلهم على غير هدى». ويعتقدون «بوجوب احترام القرآن» و«وتعظيمه بالقول والعمل، فلا يجوز تنجيس كلماته حتى الكلمة الواحدة المعتبرة جزأ منه على وجه يقصد أنها جزء منه، كما لا يجوز لمن كان على غير طهارة أن يمس كلماته أو حروفه».
ويوجه الاتهام للشيعة الاثني عشريَّة كثيراً بالقول بتحريف القرآن، بالرغم من تصريحهم وإصرارهم على عدم تحريف القرآن وقولهم بوجوب «الإيمان بكونه منزلاً من الله، وكونه معجزاً، وإنكاره والاستخفاف به كفر»، واستند خصوم الشيعة الاثني عشريَّة إلى روايات موجودة في كتب الحديث المعتبرة عند الشيعة الاثني عشريَّة لا ينكرون اعتبارها، ولكنَّهم يوجهون معنى التحريف إلى تغيير التأويل وتغيير التفسير، وليس إلى تغيير الألفاظ والتغيير والتحريف أو الزيادة فيها، وقد ألَّف العديد منهم كتباً في نفي التحريف. ويوجه الاتهام للمحدِّث الشيعي حسين النوري الطبرسي صاحب كتاب فصل الخطاب في تحريف كتاب رب الأرباب الذي أورد فيه العديد من روايات التحريف، غير أنَّ تلميذه آغا بزرگ الطهراني «يصر على أن الميرزا النوري لم يكن معتقداً بمضامين هذه الروايات، ولم يكن معتقداً بكون القرآن ناقصاً ومحرفاً»، وقد جاء إصراره في ذكره لكتاب أستاذه في موسوعة الذريعة الذي ذكر فيه أنَّ أحد علماء الشيعة قد كتبوا رداً على كتاب النوري، ولمَّا بلغ النوري الرد كتب رسالة في الجواب عن الاشتباهات الحاصلة في كتابه فصل الخطاب، وقال: «لا أرضى عمَّن يطالع (فصل الخطاب) ويترك النظر إلى تلك الرسالة». وذكر في أول الرسالة الجوابية أنَّ الاعتراض مبني على المغالطة في لفظ التحريف، فإنه مراده ليس التحريف التغيير والبديل، بل خصوص الإسقاط لبعض المنزل المحفوظ عند أهله، وليس مراده من الكتاب القرآن الموجود بين الدفتين، ويقول بعض المعاصرين من علماء الشيعة الاثني عشريَّة أنَّه «لو سلمنا أنَّ الشيخ النوري يعتقد بنقصان القرآن، فهو قوله، لا قول الطائفة، قول الواحد لا ينسب إلى الطائفة». والطهراني نفسه يؤكد في الذريعة على أنَّ «لا ريب في أنَّ القرآن الشريف المنزل إلى قلب سيد المرسلين ﷺ بلفظ عربي مبين هو هذا المجموع بعين ألفاظه المنزلة من غير تصرف لأحد من البشر فيها بالضرورة من الدين الموضوع بين الدفتين، وهو كتاب الإسلام والحبل الممدود من مقدس شارعه إلى سائر الأنام». وعلى أي حال، فإنه لا تكاد تخلو أي دراسة نقدية للشيعة الاثنا عشرية ومعتقداتهم إلا والاتهام لهم بتحريف القرآن مسطور هناك، وبإزاء ذلك هناك من بعض المخالفين للاثني عشرية من السنة وغيرهم من نزَّهوهم عن القول بتحريف القرآن كرحمة الله الهندي، ومحمد عبد الله دراز، ومحمد محمد المدني وغيرهم.

### الحديث
- الحديث عند الشيعة: فهو كلامٌ يحكي قول المعصوم أو فعله أو تقريره، وبهذا الاعتبار ينقسم إلى الصحيح ومقابله، وبهذا عُلم أن مالا ينتهي إلى المعصوم ليس حديثاً، وأما أهل السنة فاشترطوا انتهائه لرسول الله صلى الله عليه وسلم، ولأجل التمييز بين القسمين ربما يسمّون ما ينتهي إلى الصحابة والتابعين بالأثر.[121]
- علم الدراية عند الاثنا عشرية: هو الذي يبحث عن العوارض الطارئة على الحديث من ناحية السند والمتن وكيفية تحمّله وآداب نقله وأدائه.[122]
- الحديث عن طريق الآحاد: ولأن الحديث اعتمد في تحمّله ونقله الرواية الشفوية ثم الرواية التحريرية، ولقد جاء أكثر الحديث عن طريق الآحاد، وخبر الواحد ـ كما هو مقرر ومحرر في علم أصول الفقه ـ لا يفيد اليقين بصدوره عن المعصوم، فوضع العلماء ما يعرف بـ «علم الرجال» و«علم الحديث» لهذه الغاية.[123]
- علم الرجال: هو العلم الذي يبحث فيه عن قواعد معرفة أحوال الرواة من حيث تشخيص ذواتهم، وتبيين أوصافهم التي هي شرط في قبول روايتهم أو رفضها.[124]
- مواصفات الراوي المقبول روايته ومؤهلاته :

1. الإسلام: فلا تقبل رواية الكافر مطلقاً، أما قبول شهادة الذمي في باب الوصية في حق المسلم، فهو خارج بالدليل، وهو قول الله: ﴿يَا أَيُّهَا الَّذِينَ آمَنُوا شَهَادَةُ بَيْنِكُمْ إِذَا حَضَرَ أَحَدَكُمُ الْمَوْتُ حِينَ الْوَصِيَّةِ اثْنَانِ ذَوَا عَدْلٍ مِنْكُمْ أَوْ آخَرَانِ مِنْ غَيْرِكُمْ إِنْ أَنْتُمْ ضَرَبْتُمْ فِي الْأَرْضِ فَأَصَابَتْكُمْ مُصِيبَةُ الْمَوْتِ تَحْبِسُونَهُمَا مِنْ بَعْدِ الصَّلَاةِ فَيُقْسِمَانِ بِاللَّهِ إِنِ ارْتَبْتُمْ لَا نَشْتَرِي بِهِ ثَمَنًا وَلَوْ كَانَ ذَا قُرْبَى وَلَا نَكْتُمُ شَهَادَةَ اللَّهِ إِنَّا إِذًا لَمِنَ الْآثِمِينَ ۝١٠٦﴾ [المائدة:106]، فقد فَسّرت الروايات قول القرآن: { أو آخران من غيركم } بالذمي.[125]
2. العقل: فلا يقبل خبر المجنون وروايته، وهو واضح وبديهي.
3. البلوغ: فلا يقبل خبر الصبي غير المميّز، وبالنسبة إلى المميّز فالمشهور عدم قبول روايته.
4. الإيمان: أي كون الراوي شيعياً إمامياً اثنا عشرياً.[126]
5. العدالة: وهي كما يراه المشهور، عبارة عن ملكة نفسانية راسخة باعثة على ملازمة التقوى وترك ارتكاب الكبائر وعدم الإصرار على الصغائر، وترك منافيات المروءة التي يكشف ارتكابها عن قلة المبالاة بالدين، بحيث لا يوثق منه التحرّز عن الذنوب.[127]

- الكتب الأربعة هي موسوعات حديثية في الأوساط الشيعية، وتُعتبر من أهم المصادر الحديثية لديها، وهي:

|                                 | المؤلف | سنة الولادة والوفاة المؤلف                                    | عدد الأحاديث | ملاحظات         |
| ------------------------------- | --- | ------------------------------------------------------------- | --- | --------------- |
| الكافي                          | ألَّفه الشيخ أبو جعفر محمد بن يعقوب الكُليني، المعروف بـ " ثقة الإسلام الكُليني "، وهو من أبرز الفقهاء المُحدِّثين الإماميين وعَلَمٌ من أعلامها | المتوفى سنة 329 هجرية                                         | يحتوي على 16000 حديث في العقيدة والشريعة الإسلامية، وهذا العدد يفوق عدد ما جاء من الأحاديث في الصحاح الستة جميعها | أفضل كتب الشيعة |
| من لا يحضره الفقيه              | الشيخ أبو جعفر محمد بن علي بن الحسين بن موسى بن بابويه القمي المعروف بـ " الشيخ الصدوق "                                              | المولود في سنة: 305 هجرية بقم والمتوفى سنة 381 هجرية          | يحتوي على ما يقارب من 6000 حديث في الفقه والأحكام الشرعية                                                         |                 |
| تهذيب الأحكام                   | الشيخ أبو جعفر محمد بن الحسن الطوسي المعروف بـ " شيخ الطائفة "                                                                        | المولود بخراسان سنة: 385 هجرية، والمتوفى بالنجف سنة 460 هجرية | يحتوي على 13590 حديث في الفقه والأحكام الشرعية، وقد ألَّفه مؤلفه قبل كتابه " الاستبصار "                            |                 |
| الاستبصار فيما أختلف من الأخبار | الشيخ أبو جعفر محمد بن الحسن الطوسي المعروف بـ " شيخ الطائفة "                                                                        | المولود بخراسان سنة: 385 هجرية، والمتوفى بالنجف سنة 460 هجرية | يحتوي على 5511 حديث                                                                                               |                 |
| المجموع                         | الكُليني - القمي - الطوسي - الطوسي | الوفاة 329 - 381 - 460 - 460                                  | 16000 + 6000 + 13590 + 5511 = 41101 حديث (واحد وأربعين ألف حديث تقريبا)                                           |                 |

### الصحابة وزوجات النبي

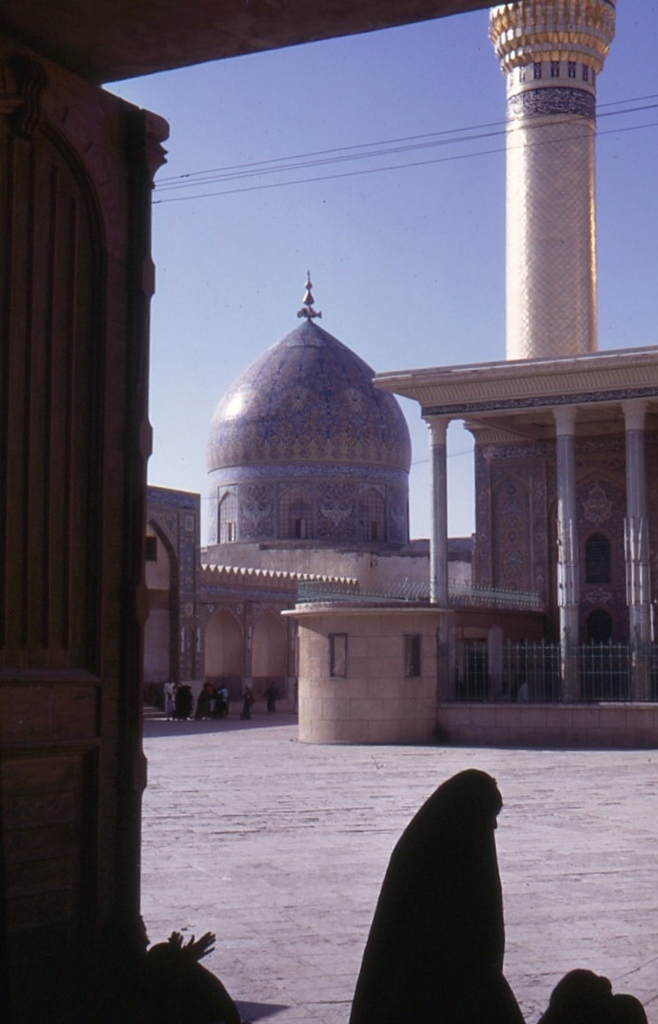
سامراء

يعتقد الشيعة أنَّ «حكم الصحابة في العدالة حكم غيرهم ولا يتحتم الحكم بها بمجرد الصحبة» فيعتقدون أن مجرَّد الصحبة «ليس كافياً في ثبوت العدالة بعد الاتفاق على عدم العصمة المانعة من صدور الذنب». بل إنَّ في كتبهم المعتبرة روايات عن أئمتهم تصرَّح بارتداد معظم الصحابة، فيروون عن
«وممَّا عُدَّ من ضروريات دين الإماميَّة، استحلال المتعة وحجُّ التمتُّع، والبراءة من الثلاثة ومعاوية ويزيد بن معاوية وكل من حارب أمير المؤمنين أو غيره من الأئمة».
يرى بعض علماء الطائفة الاثنا عشرية أن ليس كل من رأى وسمع عن الرسول -ص- هو صحابي عدل يجب سماع قوله.
فهم يرون أنه إذا كان معنى الصحابي (كل من أسلم ورأى رسول الإسلام وسمع حديثه وآمن به حتى وفاته) فهذا معناه أنه ليس كل الصحابة عدول يؤخذ عنهم الحديث، ويشيرون أن القرآن الكريم يتحدث عن أناس يعيشون مع النبي ويصلون معه وقريبون منه ولكنه يصفهم بالمنافقين، ولم يذكر التاريخ أسمائهم بل إن النبي نفسه لم يخبر الأمة بالمنافقين الذين كان يعلم بنفاقهم.
وبالتالي فإن الشيعة الإمامية يخضعون بعض الصحابة للجرح والتنقيص والتكفير ويعتقدون أنهم بشر منهم الصالح ومنهم الطالح والمنافق كما أن سورة كاملة نزلت في المنافقين
ويؤمن الشيعة الاثناعشرية بأن هناك العديد من الصحابة الذين يؤخذ عنهم العلم والرواية ويجلونهم طبقا للروايات التي جاءت فيهم بأسانيد معتبرة عندهم ومنهم على سبيل المثال لا الحصر:
أبو ذر الغفاري، عمار بن ياسر، المقداد بن عمرو، سلمان الفارسي، أبو أيوب الأنصاري، جابر بن عبد الله الأنصاري (مروي عنه نسبة كبيرة من أحاديث الكافي ومن لا يحضره الفقيه)، حجر بن عدي، أسماء بنت عميس، الأرقم بن أبي الأرقم، مصعب بن عمير، زيد بن حارثة، عبد الله بن رواحة، خباب بن الأرت، عبد الله بن العباس، الفضل بن العباس، محمد بن أبي بكر، الحارث بن عبد المطلب، مالك بن نويرة وغيرهم الكثير.
- في نهج البلاغة: قال علي بن أبي طالب في أصحـاب النبي ص فيصفهم لشيعته فيقول:

 وأيضا في نهج البلاغة خطبة يشكوا فيها امر الخلافة
فَيَا عَجَباً بَيْنَا هُوَ يَسْتَقِيلُهَا فِي حَيَاتِهِ إِذْ عَقَدَهَا لِآخَرَ بَعْدَ وَفَاتِهِ لَشَدَّ مَا تَشَطَّرَا ضَرْعَيْهَا فَصَيَّرَهَا فِي حَوْزَةٍ خَشْنَاءَ يَغْلُظُ كَلْمُهَا وَ يَخْشُنُ مَسُّهَا وَ يَكْثُرُ الْعِثَارُ فِيهَا وَ الِاعْتِذَارُ مِنْهَا فَصَاحِبُهَا كَرَاكِبِ الصَّعْبَةِ إِنْ أَشْنَقَ لَهَا خَرَمَ وَ إِنْ أَسْلَسَ
- تقول بعض روايات لدى الطائفة الاثنا عشرية أن الصحابة بعد وفاة النبي ص ارتدوا إلا ثلاثة، «فعن أبي جعفر عليه السلام: كان الناس أهل ردة بعد النبي إلا ثلاثة، فقلت: من الثلاثة؟ فقال: المقداد بن الأسود وأبوذر الغفاري وسلمان الفارسي». فروع الكافي للكليني، كتاب الروضة، ص115، وفي البحار ج 6: 749، وفي البرهان ج 1: 319، وفي الصافى ج 1: 305. وقد ذكر علي بن إبراهيم القمي في تفسيره: (لم يبق من أصحاب رسول الله صلى الله عليه وآله إلا نافق إلا القليل) تفسير القمي ص 186، لعلي بن إبراهيم القمي.

و استشهدوا لذلك بقوله تعالى ﴿وَمَا مُحَمَّدٌ إِلَّا رَسُولٌ قَدْ خَلَتْ مِنْ قَبْلِهِ الرُّسُلُ أَفَإِنْ مَاتَ أَوْ قُتِلَ انْقَلَبْتُمْ عَلَى أَعْقَابِكُمْ وَمَنْ يَنْقَلِبْ عَلَى عَقِبَيْهِ فَلَنْ يَضُرَّ اللَّهَ شَيْئًا وَسَيَجْزِي اللَّهُ الشَّاكِرِينَ ۝١٤٤﴾ [آل عمران:144]
- العباس وعقيل: وهما أعمام الرسول ص ومن بني هاشم فقد التي ذكر محمد الباقر المجلسي «أنه يثبت من أحاديثنا أن عباسا لم يكن من المؤمنين الكاملين وأن عقيلا كان مثله (في عدم كمال الإيمان)». كتاب حيات القلوب، ج2، ص866، وكذلك أيضا ذكر المجلسي «روى الإمام محمد الباقر عن الإمام زين العابدين عليه السلام بسند معتمد أن هذه الآية (من كان في هذه أعمى فهو في الآخرة أعمى وأضل سبيلا)، فقال الإمام زين العابدين: نزلت في حق عبد الله بن عباس وأبيه». حياة القلوب، ج2، ص865
- عمار وسلمان وأبوذر: فقد ذكر طبقتهم الكشي صاحب كتاب معرفة أخبار الرجال حيث قال: «قال أبوجعفر الباقر عليه السلام: ارتد الناس إلا ثلاثة نفر، سلمان وأبوذر والمقداد، قال: قلت: فعمار؟ قال: قد كان حاص حيصة ثم رجع، ثم قال أبو جعفر الباقر عليه السلام: إن أردت الذي لم يشك ولم يدخله شيء فالمقداد، وأما سلمان فإنه عرض في قلبه عارض.. وأما أبوذر فأمره أمير المؤمنين بالسكوت ولم يكن تأخذه في الله لومة لائم فأبى أن يتكلم». معرفة أخبار الرجال (رجال كشي) ص8 لمحمد بن عمر الكشي.
- وقد قام العلامة الخوئي المعاصر بتبيين معنى رويات ارتداد الصحابة وانه مأخوذ بالمعنى اللغوي وقال بأنها تتحدث عن الأشخاص الذين كانوا إيمانهم كامل تام لم ينقص قيد أنملة ولا تتحدث عن الارتداد بمعنى الكفر."

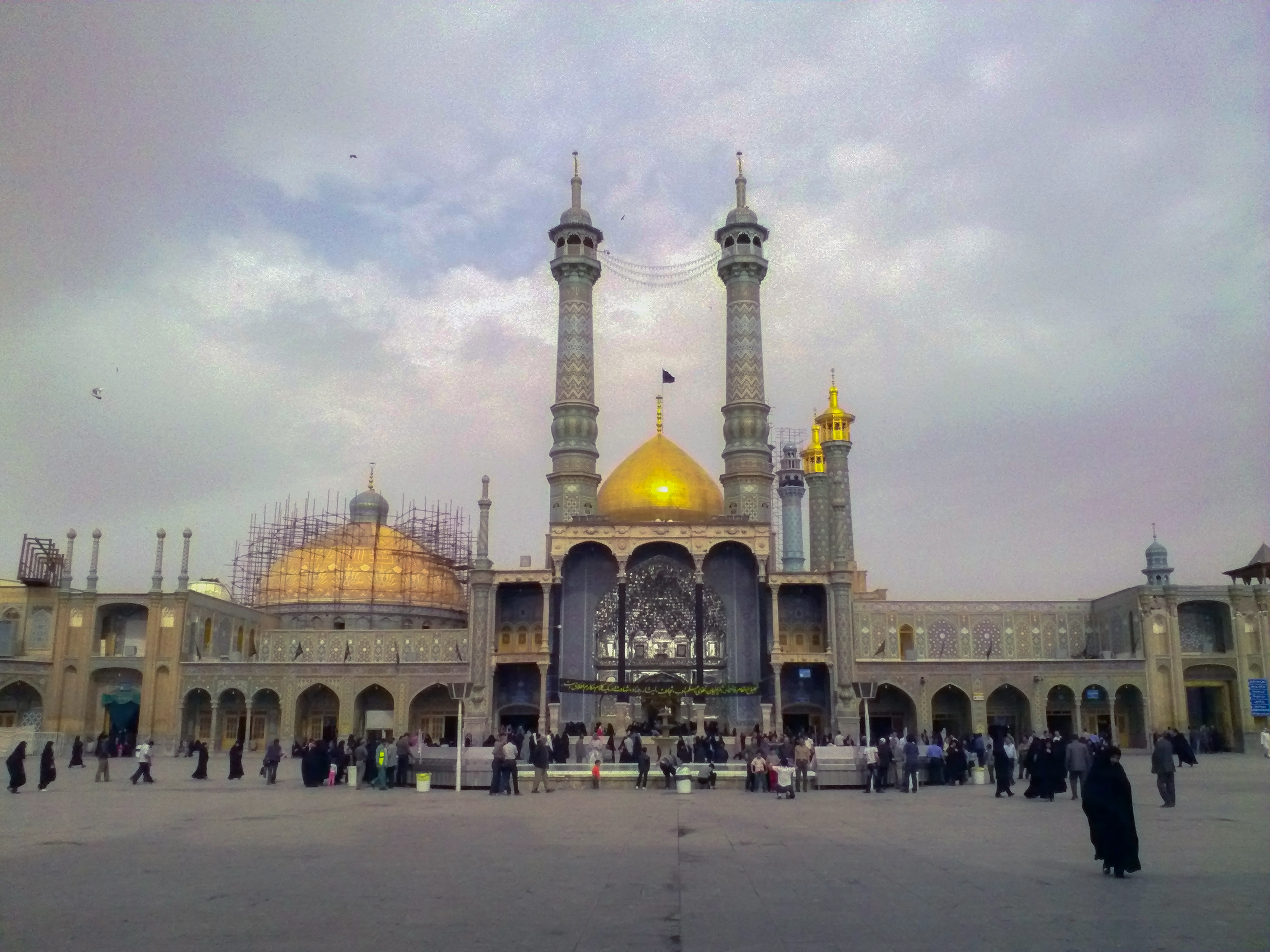
فاطمة بنت الإمام موسى بن جعفر الكاظم سابع الأئمة الاثني عشر وأخت الإمام علي بن موسى الرضا

## الفروع والأحكام
| - الصلاة: - الزكاة: - الصوم: - الحج: - الخمس: | - الجهاد: - الأمر بالمعروف: - النهي عن المنكر: - التولي: - التبري: |

### الفُتيا والمرجعية
في الاعتقاد الشيعي أنَّ الأحكام ينبغي أن تؤخذ من المعصومين الأربعة عشر، وحيث أنَّهم يعتقدون بأنَّ الإمام الثاني عشر المهدي غائب الآن، ومنذ ابتداء عصر الغيبة الكبرى؛ بدأ الشيعة الاثني عشريَّة بالرجوع في أحكام الدين والفتاوى الشرعية إلى علماء الدين الذين تصدّوا للمرجعية والذين يعتقدون بأنَّهم نواب للإمام الغائب في وقت غيبته، وقد استمرَّ عصر الغيبة الكبرى إلى زماننا الحالي،(4) فاستمر رجوع الشيعة إلى مراجعهم إلى الآن.

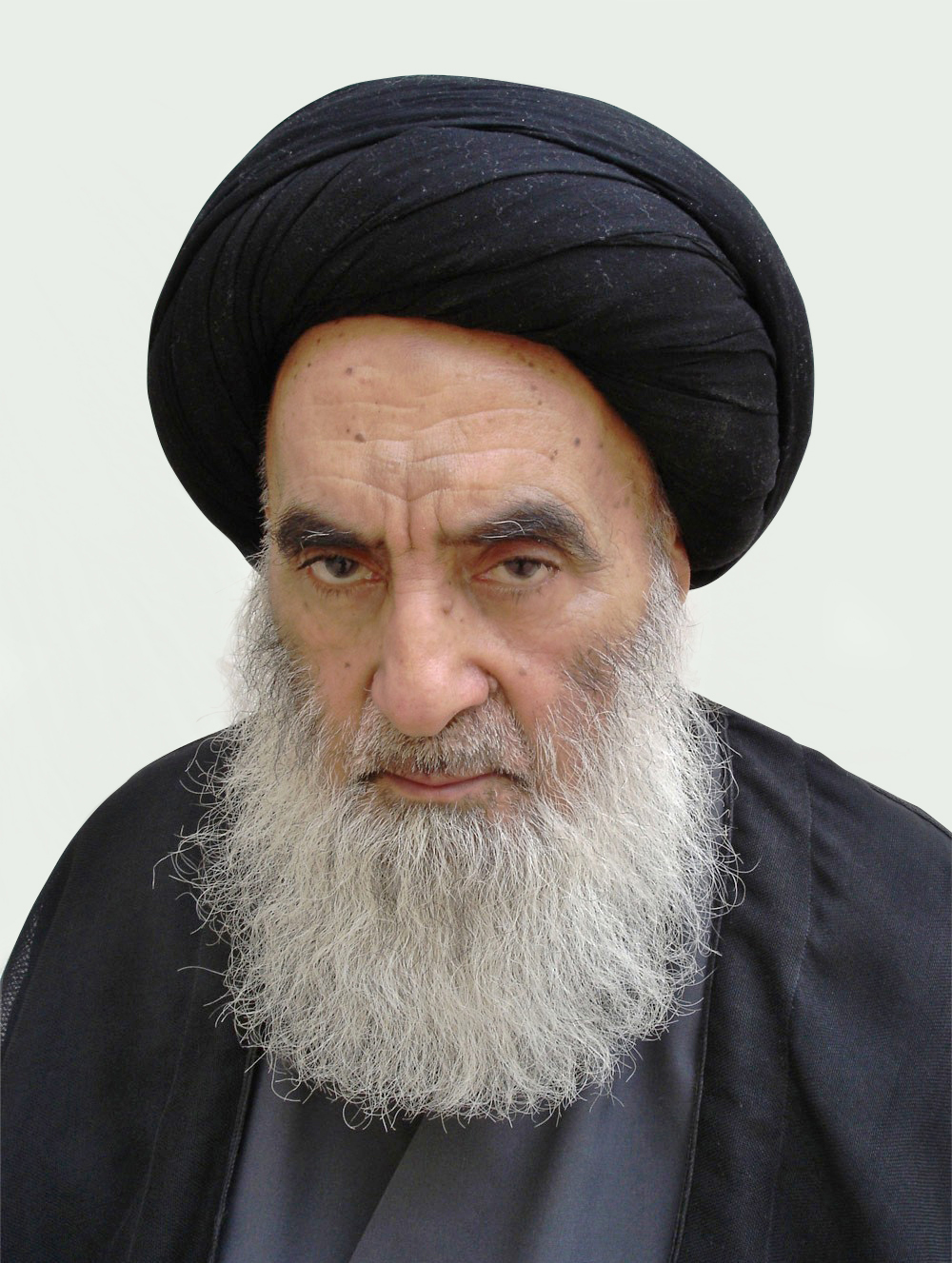
علي السيستاني هو المرجع الديني الأكبر للشيعة الاثني عشرية في العالم، خلفَ أبو القاسم الخوئي في زعامة الحوزة العلمية في النجف، التي هي مدرسة العلوم الدينية الرئيسية لديهم.

حين يصل الشيعي إلى سن التكليف يتوجب عليه أن يعمل بالأحكام الشرعية ويتوصل للحكم الشرعي بإحدى ثلاث طرق؛ الاجتهاد والتي تعرَّف بأنها رتبة علمية يصل إليها المتخصص بالعلوم الدينية الحوزوية تؤهله لتحديد الأحكام الشرعية وبيانها استناداً إلى الأدلة المستخرجة من القرآن والأحاديث. والطريق الثاني هو التقليد ومعناه أن يقلد أحد المجتهدين ويعمل بفتاواه وما توصل إليه اجتهاداته، وعوام الشيعة هم من المقلدين للمجتهدين، هذا والتقليد يكون في الحكم الشرعي الفقهي فقط، أما أصول الدين والعقائد فلا يُقلد فيها ويجب على المكلف أن يبحث فيها عن الدليل والبرهان باتفاق جميع المراجع. والطريق الثالث هو الاحتياط ومعناه هو اقتضاء أن ينحو المكلّف طريق الحيطة في جميع أعماله وذلك بأن يأخذ بما يكون موافقاً للرأي الفقهي لجميع مراجع التقليد، وهذا يعني أن لا يترك واجباً أو يفعل محرماً على رأي أي واحد المراجع. فيكون بهذا قد عمل بشرائط الاحتياط ويكون على يقين من براءة ذمته فيما يتعلق بتكليفه الواقعي.

### النظرة لبقية الطوائف الإسلامية
اتفقت كل الطوائف الإسلامية على ثبوت حديث افتراق الأمة الإسلامية، ورووه مع اختلاف في الألفاظ ووحدة في المضمون، وقد رواه من الاثني عشرية مثلاً محمد بن الحسن الطوسي في كتابه الاقتصاد أن النبي محمد قال: «ستفترق أمتي على ثلاث وسبعين فرقة؛ فرقة ناجية، والباقون في النار». فكان من الطبيعي أن يعتقد الشيعة الاثني عشرية بأن مصير غيرهم من الطوائف إنّما هو إلى النار، كما تعتقد الطوائف الأخرى بذات الاعتقاد.
وكان القول المشهور بين المتقدّمين من علماء الشيعة أن غير الشيعي الاثني عشري يعد ناصباً كافراً تترتّب عليه أحكام الكفر، إلا أنهم استثنوا منه المستضعف، والذين عرَّفوه بأنه من يكون من الجهلة العوام الذين لا تكون لهم قابلية التفقه في العقيدة والدين. فكان هذا قول كثير من قدمائهم كالطوسي، وابن إدريس الحلي، ونور الله التستري، وأبو الحسن الفتوني، ويوسف البحراني، وزين الدين بن علي الجبعي العاملي، ونعمة الله الجزائري، وغيرهم.
ثم أصبح المشهور بين علمائهم المتأخرى ن الحكم بإسلام غير الشيعي الاثني عشري إسلاماً ظاهرياً فرتّبوا عليه أحكام الإسلام، وجعلوا فرقاً بينه وبين ”المؤمن“ وهو حسب اعتقادهم من يؤمن بإمامة الأئمة الاثني عشر. وقد تفرّع من ذلك قولهم بأن مخالفي الاثني عشرية ليس بنواصب ولا كفار - على عكس القدماء منهم -، وإنَّما الناصب الكافر هو من يجاهر بعداوة النبي محمد وأهل البيت قولا أو فعلا. وكان هذا قول ابن بابويه القمي المعروف بالصدوق، ومرتضى الأنصاري، وقد تبع الأنصاري غالبية مراجع الشيعة من عصره حتَّى الآن.

### الرجعة
هو رجوع بعض الأنبياء والأئمة وثلة من المؤمنين وغيرهم إلى الدنيا بعد قيام دولة المهدي ، وتُعد إحدى معتقدات الشيعة الإمامية.

### التقية
وهي كتمان الحق وستر الأعتقاد فيه ومكاتمه المخالفين وترك مظاهرتهم بما يعقب ضرراً في الدين أو الدنيا.

### الغَيْبة
الغيبة الصغرى : هو مصطلح يشير إلى الوقت الممتد من سنة 260 هـ، أي عند شهادة الحسن العسكري إلى وفاة السفير الرابع سنة 329 هـ، وبحسب المتعقد الشيعي غاب المهدي عن الأنظار، لكنه كان يتصل بشيعته عن طريق وكلاء خاصين يسمون بالسفراء.
الغيبة الكبرى : هي المدة الزمينة التي بدأت سنة 329 للهجرة واستمرت ليومنا هذا حيث يعيش فيها الإمام الثاني عشر للشيعة بعيدا عن الأنظار. بدأ هذا العصر مباشرة بعد الغيبة الصغرى حيث توفى النائب الرابع للمهدي، وفي عصر الغيبة الكبرى على الشيعة أن يراجعو الفقهاء لحل مسائلهم الدينية.

### المتعة
هو زواج يتقوم بالعقد والمدّة والمهر المعيّنين. لا يتوارث الزوجان فيه ولا تجب النفقة للمرأة على الزوج.

### الشعائر الحسينية
الشعائر الحسينية هي شعائر دينية يمارسها المسلمون الشيعة لاستذكار معركة كربلاء ومقتل إمامهم الحسين بن علي بن أبي طالب، وغالباً ما تنشط ممارسة هذه الشعائر في شهري محرم وصفر حسب التقويم الهجري وبالأخص في يوم عاشوراء (10 محرم)، ويوم الأربعين (20 صفر). حيث أنِّ اليوم الأول هو اليوم الذي قتل فيه الحسين وحدثت المعركة، واليوم الثاني هو مرور أربعين يوماً على مقتل الحسين.

## الانتشار الجغرافي

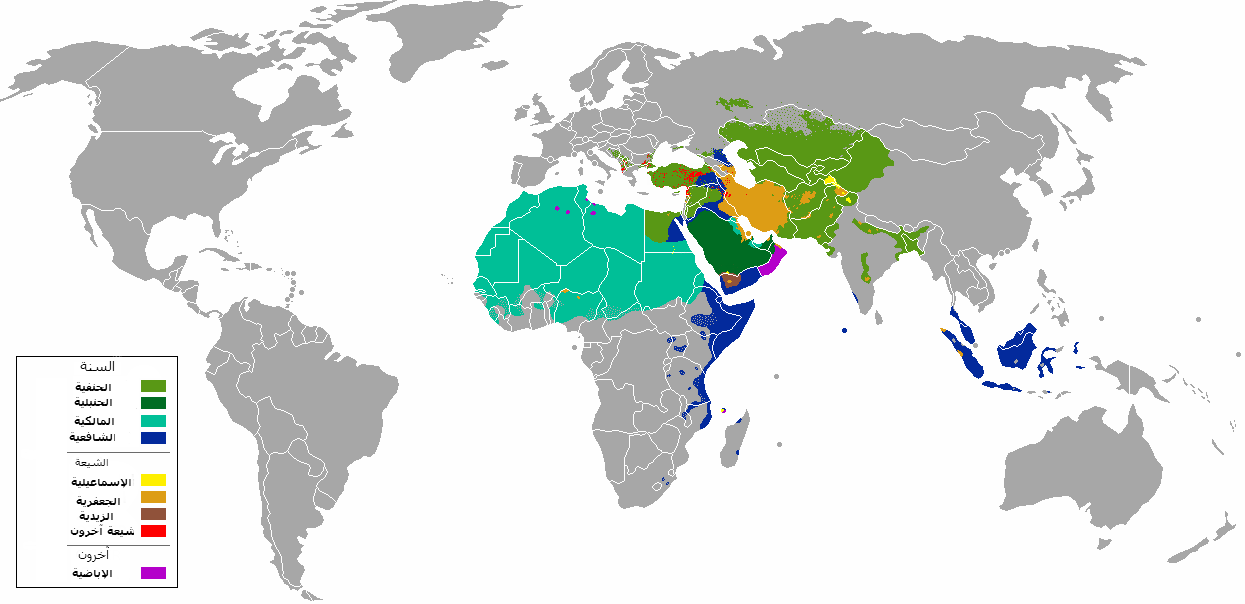
انتشار المذهب الشيعي وغيره من المذاهب الإسلامية في العالم

يشكل الشيعة الاثني عشريَّة أغلبيَّة سكان بعض البلدان كإيران، والبحرين، وأذربيجان، والعراق (وفقاً لبعض الإحصائيات)، وفي بعض البلدان هم من كبرى الطوائف كلبنان، والعراق (وفقاً لإحصائيات أخرى)، كما يشكُّلون أقليات كبيرة في بعض البلدان كالسعودية، والكويت، وباكستان، وأفغانستان، والهند، وغيرها. ويتواجدون في بلدان أخرى يُشكّلون فيها أقليات صغرى، كقطر، والإمارات، وتركيا.
وفي السنوات الأخيرة انتشر التشيُّع الاثني عشري في البلدان التي ينعدم فيها الوجود الشيعي أو يوجد بنسبة صغيرة جداً، كالأردن، ومصر، وتونس، والمغرب، والسودان، وماليزيا، وغيرها، وكان للإعلام الشيعي والقنوات الشيعية الاثني عشريَّة أثر في هذا التمدد الشيعي في البلدان السنيَّة، فتأتي المطالب لإغلاق هذه القنوات التي تُبث عادة على قمر نايل سات المملوك للشركة المصرية للأقمار الصناعية، ويصاحب التمدد الشيعي في البلدان السنيَّة عادةً مشاكل ونزاع بين الشيعة وبين المجتمع السني من جهة، وبين الشيعة والحكومة السنية من جهة أخرى.

## وصلات خارجية
عقائد الشيعة الإمامية
مذهب أهل البيت (الشيعة والتشيع)

## الهوامش
- 1 - إنَّ أغلب أهل أذربيجان من الشيعة الاثني عشريَّة لكنَّهم علمانيون غير ملتزمين، والغالبية منهم لا يفقهون من الإسلام إلَّا اليسير بسبب محاربة السوڤييت للدين طيلة عهدهم في البلاد.
- 2 - غالبيَّة علماء الشيعة الاثني عشريَّة يحترمون زيداً، ويسمُّونه بالشهيد، ويُلحقون عبارة (عليه السلام) بعد ذكرهم لاسمه، وقد وردت عندهم روايات في مدحه؛ بل ويروون روايات مناقضة للرواية التي استدل بها ابن تيمية، فمما رووه عن سدير أنَّه قال: «دخلت على أبي جعفر عليه السلام معي سلمة بن كهيل وجماعة، وعند أبي جعفر عليه السلام أخوه زيد بن علي، فقالوا لأبي جعفر عليه السلام: نتولّى عليا وحسنا وحسينا ونتبرّأ من أعدائهم؟ قال: نعم. قالوا: نتولى أبا بكر وعمر ونتبرّأ من أعدائهم؟ قال: فالتفت إليهم زيد بن علي فقال لهم: أتتبرؤون من فاطمة؟! بترتم أمرنا بتركم الله».[152]
- 4 - يعتقد الشيعة الاثني عشريَّة بغياب الإمام الثاني عشر المهدي غيبيتين؛ الأولى كانت الغيبة الصغرى وكان له سفراء يشكّلون حلقة التواصل بين المهدي وبين شيعته في مختلف الأقطار، فكانوا يحملون إليه رسائل شيعته ومحبيه وأسئلتهم، ثم يأتون إليهم بالجواب، ومن مهامهم أيضاً أنهم كانوا يستلمون الحقوق الشرعية - الأخماس - ويحملونها إلى المهدي أو يتصرفون بها حسب ما تقتضيه المصلحة. وقد استمر عصر الغيبة الصغرى من سنة 260 هـ حتى سنة 329 هـ. والسفراء الأربعة هم على التوالي: عثمان بن سعيد العمري، وابنه محمد بن عثمان العمري، والحسين بن روح النوبختي، وعلي بن محمد السمري. وبوفاة السفير الرابع علي بن محمد السمري؛ انتهى عصر الغيبة الصغرى فبدأ عصر الغيبة الكبرى حيث بدأ الشيعة بالرجوع إلى المراجع.[131]
- 6 - ليس موضوع المعاد الجسماني هو الخلاف الوحيد بين الشيخية وبقية الشيعة الاثني عشريَّة؛ وإنما هناك عدة أمور منها اتهام الأحسائي بإنكار المعراج الجسماني، واتهامات للأحسائي بالغلو في أهل البيت.